# پامونووا
پامونووا (به لاتین: Pamunuwa) یک منطقهٔ مسکونی در سری‌لانکا است که در ناحیه کلمبو واقع شده‌است.